# BMW E60
El BMW E60 es la quinta generación del BMW Serie 5, puesta a la venta en agosto de 2003. Reemplazó al E39, y estuvo disponible en carrocerías sedán (E60) o familiar (E61). Fue creada por Chris Bangle y su sistema iDrive era similar al presentado en el BMW Serie 7 (E65).
Fue el primero de la gama en contar con el sistema denominado Active dynamic, el cual cuenta con la función inteligente de mantener total estabilidad al momento de tomar una curva. Desacelera o acelera cada eje de acuerdo a la situación y esto hace de esta gama una excelente berlina deportiva así como un cómodo auto de lujo.
El precio de esta berlina rondaba los 50,000 USD como precio base en el 525i y como máximo representante de la gama se sitúa el M5 con un precio de 125,000 USD.
En México se comercializaron únicamente los modelos 525i, 530i, 545i, 550i y el M5.
La versión M5 era la versión de alto rendimiento de la gama, siendo una de las berlinas más rápidas del mercado con su motor de gasolina V10 de 5.0 litros que produce una potencia de 510 HP a las 7750rpm. Al final de su vida comercial, se presentó también con carrocería familiar (touring).
La nueva serie 5 de BMW fue introducida a mediados del 2010. Los modelos V8 están limitados electrónicamente a 250 km/h y el M5 a 320 km/h.

## Desarrollo y lanzamiento
El programa de desarrollo del E60 comenzó en 1997 y concluyó en 2002. El diseñador principal fue Boyke Boyer. El diseño final, desarrollado por Davide Arcangeli bajo el director de diseño de BMW, Chris Bangle,fue aprobado en 2000 y las patentes de diseño alemanas se presentaron el 16 de abril de 2002. 
El sedán fue lanzado el 5 de julio de 2003 en Europa y en octubre de 2003 en América del Norte. A finales de 2004, se introdujeron los modelos Touring.

## Estilos de cuerpo

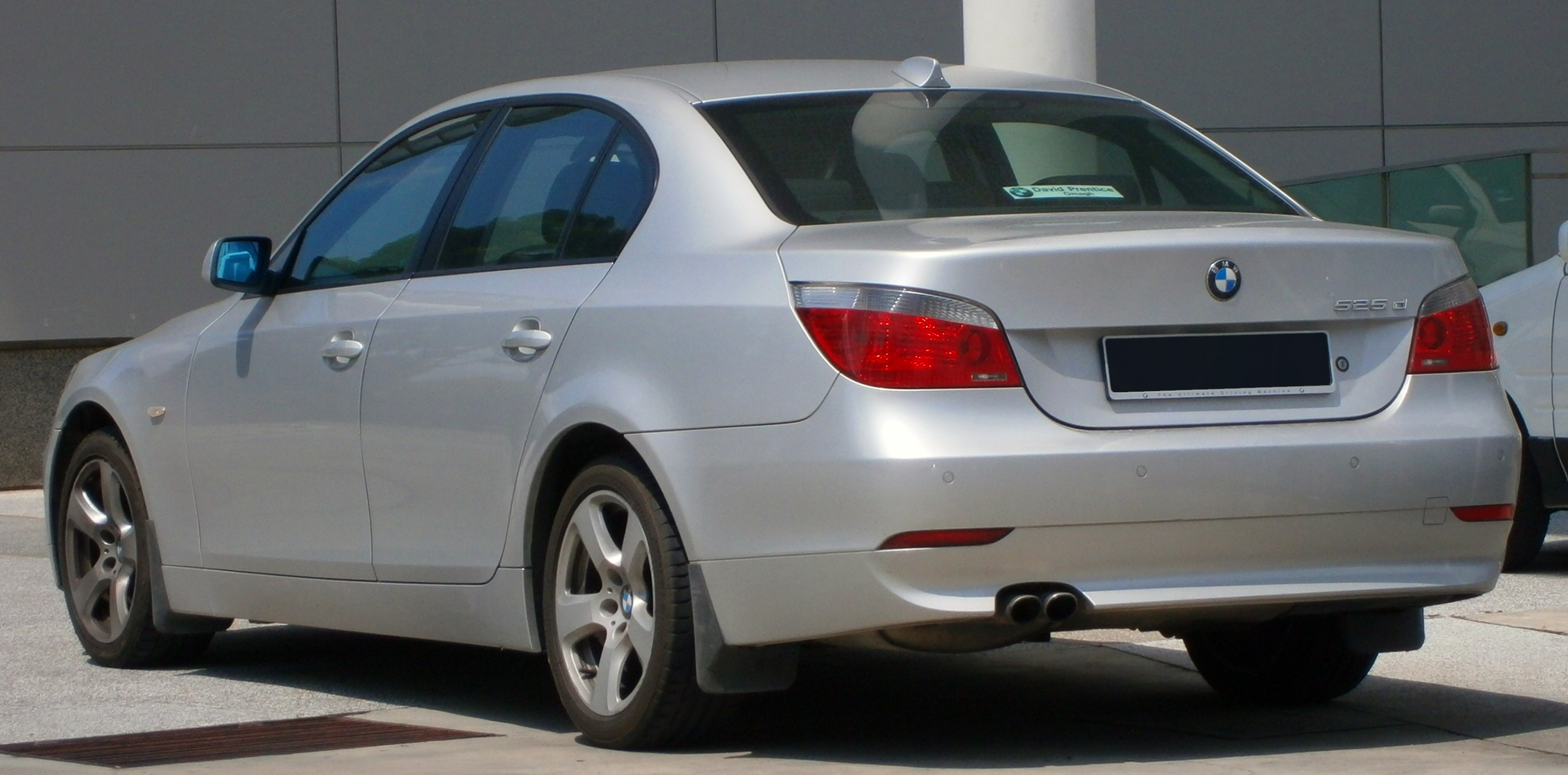
Sedán
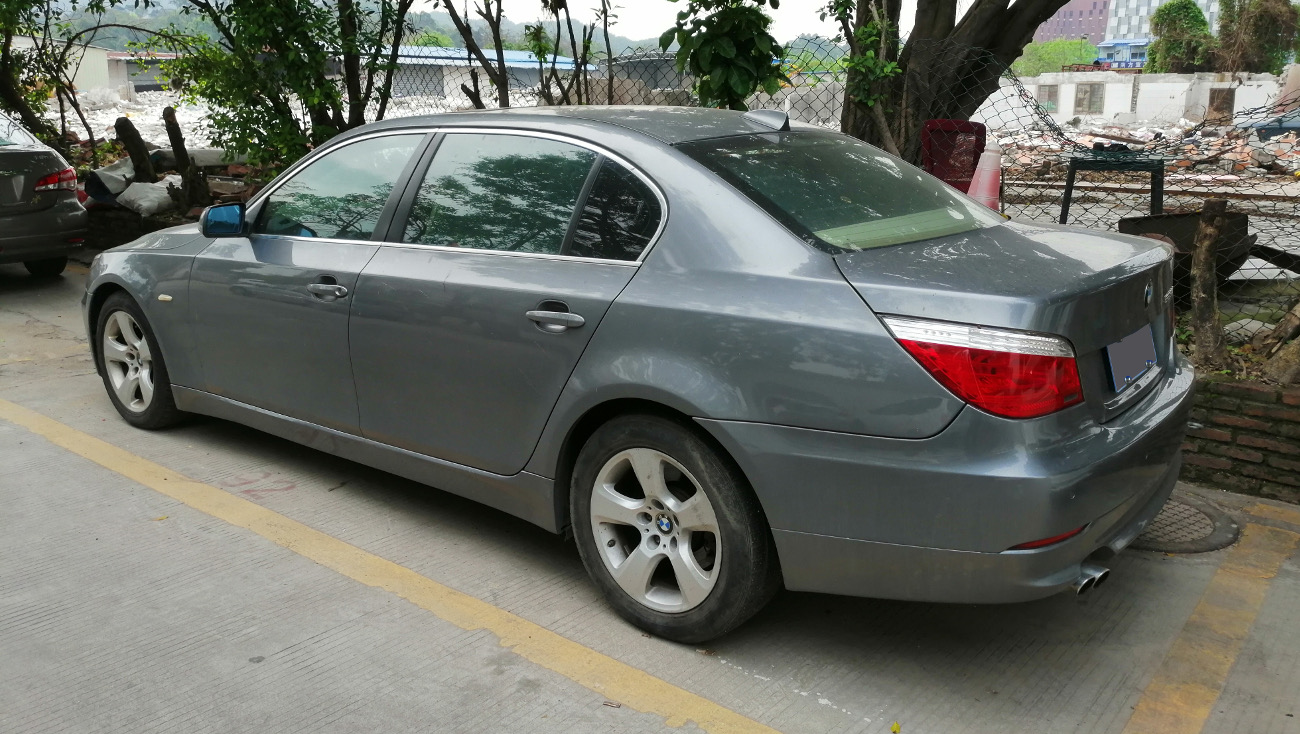
Sedán de batalla larga
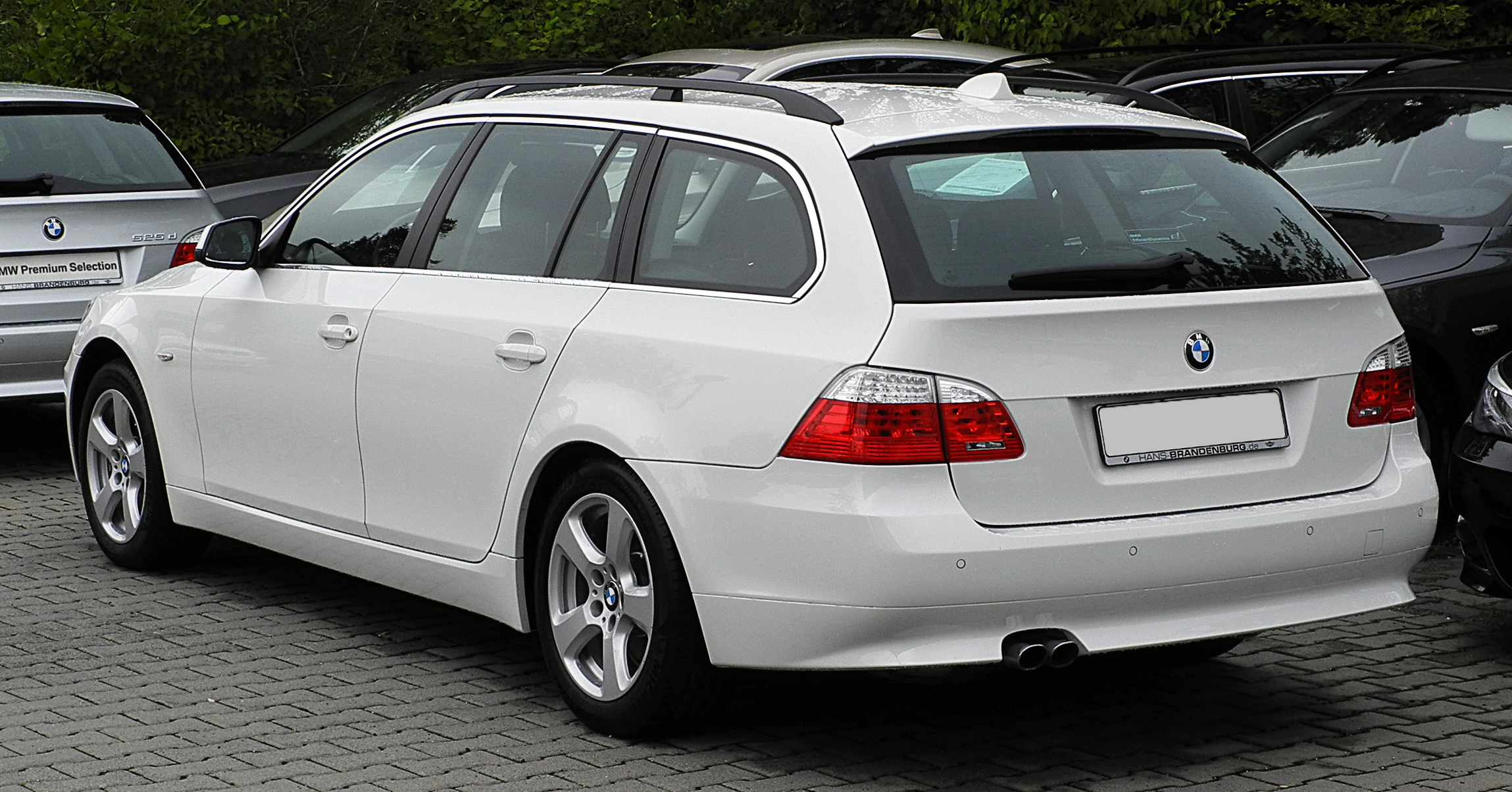
Touring (E61)

La carrocería del E60 se hizo con aluminio para la parte delantera del automóvil y acero para la cabina de pasajeros y la parte trasera. Los pesos en vacío son de 1,445–1,725 kg (3,186–3,803 lb) para el sedán y 1,675–1,830 kg (3,693–4,034 lb) para el vagón. La distribución del peso de los modelos sedán fue de 50:50.

## Interior

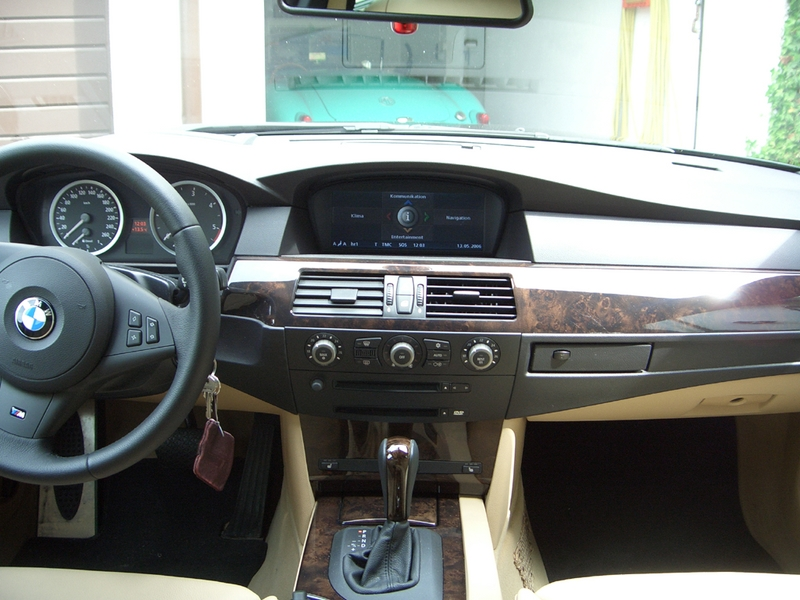
Interior del E60

El sistema de infoentretenimiento iDrive, introducido por primera vez en la serie E65 7,se instaló en todos los modelos E60. El sistema iDrive estándar incluía una pantalla LCD de 6.5 pulgadas, radio Weather Band, un reproductor de CD / MP3 de un solo disco, Bluetooth para llamadas telefónicas (disponible solo en modelos 2004 de construcción posterior y estándar en todos los modelos de 2005 y más nuevos), control de voz básico, y configuración del vehículo. Las características opcionales incluían una pantalla LCD de 8 pulgadas, navegación GPS, sirius satellite radio (en modelos con especificaciones de América del Norte) y reproducción de video DVD. Integración con iPod y USB, radio HD (en modelos con especificaciones de América del Norte), un conector de entrada de audio auxiliar (estándar en 2008 y modelos más recientes), control de voz completo y un cambiador de CD / MP3 / DVD multidisco (montado en la guantera). En los modelos con especificaciones de América del Norte, un sistema de audio premium de diez altavoces con subwoofers duales debajo del asiento y un amplificador era el equipo estándar, con un sistema de audio de sonido envolvente premium Harman Kardon "Logic 7" de trece altavoces disponible como opción en todos los modelos.
Una línea directa de emergencia (BMW Assist) también estaba disponible para el E60. El sistema BMW Assist también podría usar la red telefónica para notificar al conductor y a su concesionario BMW preferido cuando se debía realizar el servicio. Esta característica era estándar en todos los modelos E60 vendidos en los Estados Unidos.
Otras características disponibles en el E60 inicialmente incluían control de crucero activo, faros bi-xenón, neumáticos run-flat, barras estabilizadoras activas, head-up display y dirección activa. Elementos relacionados con la seguridad incluyen el control dinámico de estabilidad (DSC), los faros adaptativos y la visión nocturna.
En 2009, el sistema iDrive se actualizó de la interfaz "CCC" de primera generación a la nueva interfaz "CIC". El panel de control del sistema de audio agregó seis botones preestablecidos multifunción que se podían programar para almacenar las estaciones de radio favoritas y los números de teléfono marcados con frecuencia para el sistema de manos libres Bluetooth. El controlador iDrive en la consola central también se rediseñó y ahora integró teclas de método abreviado para funciones de uso frecuente.
Durante la vida útil del E60, se agregaron las siguientes características: Control de crucero activo con Stop & Go, entrada sin llave ("acceso de confort"), luces traseras LED, Advertencia de salida de carril y Pantalla de fuerza de frenado. 
El E60 fue el primer Serie 5 en 22 años donde la consola central no estaba inclinada hacia el conductor, sin embargo, el sucesor del E60 volvió a inclinar la consola central hacia el conductor. 
En 2003 se ofreció una caja de cambios SMG-II de 6 velocidades como opción en el 525i, 530i, 545i y 550i en algunos mercados.

## Motorizaciones

### Gasolina
En el lanzamiento, el E60 utilizó el motor M54 de 6 rectas de la serie E39 5 de la generación anterior en los modelos 520i, 525i y 530i. El único modelo de gasolina con un nuevo motor en el lanzamiento fue el 545i con el N62 V8. El M54 fue eliminado gradualmente después de los años modelo 2005 y reemplazado por el N43 de 4 en línea (en el 520i) y el motor N52 de 6 en línea (en el 525i y 530i). La gama de modelos también se amplió el mismo año para incluir una gama más amplia de modelos como el 523i, 540i y 550i. En 2007, se introdujo el único modelo E60 turboalimentado, el 535i con el motor N54 de doble turbo en línea y 6. Este modelo era exclusivo para el mercado norteamericano y no se vendía en Europa.
| Periodo                        | 2003-2005                                         | 2007-2010                                         | 2005-2007                                         | 2007                                              | 2007-2010                                         | 2003-2005                                         | 2005-2007                                         | 2007-2010                                         | 2003-2005                                         | 2005-2007                                         | 2007-2010                                         | 2007-2010                                         | 2005-2010                                         | 2003-2005                                         | 2005-2010                                         | 2005-2010                                         |
| Identificación del motor       | M54 B22                                           | N43 B20OL                                         | N52 B25UL                                         | N53 B25UL                                         | N53 B25UL                                         | M54 B25                                           | N52 B25OL                                         | N53 B30UL                                         | M54 B30                                           | N52 B30                                           | N53 B30OL                                         | N54 B30                                           | N62 B40                                           | N62 B44                                           | N62 B48                                           | S85 B50                                           |
| Tipo de motor                  | L6 24v                                            | L4 16v, inyección directa                         | L6 24v                                            | L6 24v, inyección directa                         | L6 24v, inyección directa                         | L6 24v                                            | L6 24v                                            | L6 24v, inyección directa                         | L6 24v                                            | L6 24v                                            | L6 24v, inyección directa                         | L6 24v, inyección directa, biturbo, intercooler   | V8 32v                                            | V8 32v                                            | V8 32v                                            | V10 40v                                           |
| Diámetro x carrera             | 80.0 mm × 72.0 mm                                 | 84.0 mm × 90.0 mm                                 | 82.0 mm × 78.8 mm                                 | 82.0 mm × 78.8 mm                                 | 82.0 mm × 78.8 mm                                 | 82.0 mm × 78.8 mm                                 | 82.0 mm × 78.8 mm                                 | 85.0 mm × 88.0 mm                                 | 84.0 mm × 89.6 mm                                 | 85.0 mm × 88.0 mm                                 | 85.0 mm × 88.0 mm                                 | 84.0 mm × 89.6 mm                                 | 87.0 mm × 84.1 mm                                 | 92.0 mm × 82.7 mm                                 | 93.0 mm × 88.3 mm                                 | 92.0 mm × 75.2 mm                                 |
| Cilindrada                     | 2171 cm³                                          | 1995 cm³                                          | 2497 cm³                                          | 2497 cm³                                          | 2497 cm³                                          | 2497 cm³                                          | 2497 cm³                                          | 2996 cm³                                          | 2979 cm³                                          | 2996 cm³                                          | 2996 cm³                                          | 2979 cm³                                          | 4000 cm³                                          | 4398 cm³                                          | 4799 cm³                                          | 4999 cm³                                          |
| Relación de compresión         | 10.7: 1                                           | 12.0: 1                                           | 11.0: 1                                           | 12.0: 1                                           | 12.0: 1                                           | 10.5: 1                                           | 11.0: 1                                           | 12.0: 1                                           | 10.2: 1                                           | 10.7: 1                                           | 12.0: 1                                           | 10.2: 1                                           | 10.5: 1                                           | 10.5: 1                                           | 10.5: 1                                           | 12.0: 1                                           |
| Potencia máxima: CV (kW) @ rpm | 170 CV (125 kW) @ 6100                            | 170 CV (125 kW) @ 6700                            | 177 CV (130 kW) @ 5800                            | 190 CV (140 kW) @ 6300                            | 190 CV (140 kW) @ 6100                            | 192 CV (141 kW) @ 6000                            | 218 CV (160 kW) @ 6500                            | 218 CV (160 kW) @ 6100                            | 231 CV (170 kW) @ 5900                            | 258 CV (190 kW) @ 6600                            | 272 CV (200 kW) @ 6700                            | 306 CV (225 kW) @ 5800                            | 306 CV (225 kW) @ 6300                            | 333 CV (245 kW) @ 6100                            | 367 CV (270 kW) @ 6300                            | 507 CV (373 kW) @ 7750                            |
| Par máximo: Nm @ rpm           | 210 Nm @ 3500                                     | 210 Nm @ 4250                                     | 230 Nm @ 3500-5000                                | 235 Nm @ 3500                                     | 240 Nm @ 3500-5000                                | 245 Nm @ 3500                                     | 250 Nm @ 2750                                     | 270 Nm @ 2400-4200                                | 300 Nm @ 3500                                     | 300 Nm @ 2500-4000                                | 320 Nm @ 2750-3000                                | 400 Nm @ 1300-5000                                | 390 Nm @ 3500                                     | 450 Nm @ 3600                                     | 490 Nm @ 3400                                     | 520 Nm @ 6100                                     |
| Tracción                       | Trasera                                           | Trasera                                           | Trasera                                           | Trasera                                           | Trasera                                           | Trasera                                           | Trasera / Total (xDrive)                          | Trasera / Total (xDrive)                          | Trasera                                           | Trasera / Total (xDrive)                          | Trasera / Total (xDrive)                          | Trasera                                           | Trasera                                           | Trasera                                           | Trasera                                           | Trasera                                           |
| Transmisión                    | Manual, 6 velocidades / Automática, 6 velocidades | Manual, 6 velocidades / Automática, 6 velocidades | Manual, 6 velocidades / Automática, 6 velocidades | Manual, 6 velocidades / Automática, 6 velocidades | Manual, 6 velocidades / Automática, 6 velocidades | Manual, 6 velocidades / Automática, 6 velocidades | Manual, 6 velocidades / Automática, 6 velocidades | Manual, 6 velocidades / Automática, 6 velocidades | Manual, 6 velocidades / Automática, 6 velocidades | Manual, 6 velocidades / Automática, 6 velocidades | Manual, 6 velocidades / Automática, 6 velocidades | Manual, 6 velocidades / Automática, 6 velocidades | Manual, 6 velocidades / Automática, 6 velocidades | Manual, 6 velocidades / Automática, 6 velocidades | Manual, 6 velocidades / Automática, 6 velocidades | Automática, 7 velocidades / Manual, 6 velocidades |
| Peso                           | 1560 kg                                           | 1460 kg                                           | 1470 kg                                           | 1500 kg                                           | 1500 kg                                           | 1565 kg                                           | 1475 kg                                           | 1605 kg                                           | 1570 kg                                           | 1475 kg                                           | 1530 kg                                           | 1640 kg                                           | 1635 kg                                           | 1705 kg                                           | 1660 kg                                           | 1755 kg                                           |
| Aceleración 0–100 km/h         | 9.0 s                                             | 8.7 s                                             | 8.5 s                                             | 8.3 s                                             | 8.2 s                                             | 7.9 s                                             | 7.5 s                                             | 7.1 s                                             | 6.9 s                                             | 6.5 s                                             | 6.3 s                                             | 6.1 s                                             | 6.1 s                                             | 5.8 s                                             | 5.2 s                                             | 4.7 s                                             |
| Velocidad máxima               | 230 km/h                                          | 224 km/h                                          | 235 km/h                                          | 235 km/h                                          | 237 km/h                                          | 238 km/h                                          | 245 km/h                                          | 248 km/h                                          | 250 km/h (Limitada electrónicamente)              | 250 km/h (Limitada electrónicamente)              | 250 km/h (Limitada electrónicamente)              | 250 km/h (Limitada electrónicamente)              | 250 km/h (Limitada electrónicamente)              | 250 km/h (Limitada electrónicamente)              | 250 km/h (Limitada electrónicamente)              | 250 km/h (Limitada electrónicamente)              |
| Consumo combinado (l/100 km)   | 9.0                                               | 7.1                                               | 8.5                                               | 7.5                                               | 7.5                                               | 9.5                                               | 8.7                                               | 7.7                                               | 9.6                                               | 8.8                                               | 7.7                                               | -                                                 | 10.5                                              | 10.9                                              | 10.8                                              | 14.8                                              |

### Diésel
El único modo diésel disponible en el lanzamiento fue el 530d, que utilizó una versión actualizada "TU" del motor M57 que se encuentra en la generación anterior E39 Serie 5. En 2004, el 535d y el 525d se agregaron a la gama de modelos, que también utilizaron diferentes versiones del motor turbo M57 de 6 en línea. En 2005, el único modelo diésel de 4 cilindros E60 se agregó a la gama de modelos, el 520d utilizando el motor M47 más antiguo al principio, y más tarde el nuevo motor N47 de 2007.
| Periodo                        | 2005-2007                                                  | 2007-2010                                                  | 2004-2007                                                  | 2007-2010                                                  | 2003-2005                                                  | 2005-2007                                                  | 2007-2010                                                  | 2004-2007                                                        | 2007-2010                                                        |
| Identificación del motor       | M47 TU2D20                                                 | N47 D20                                                    | M57 D25                                                    | M57 D30UL                                                  | M57 D30                                                    | M57 D30OL                                                  | M57 TUD30OL                                                | M57 D30TOP                                                       | M57 TUD30TOP                                                     |
| Tipo de motor                  | L4 16v, inyección directa, common-rail, turbo, intercooler | L4 16v, inyección directa, common-rail, turbo, intercooler | L6 24v, inyección directa, common-rail, turbo, intercooler | L6 24v, inyección directa, common-rail, turbo, intercooler | L6 24v, inyección directa, common-rail, turbo, intercooler | L6 24v, inyección directa, common-rail, turbo, intercooler | L6 24v, inyección directa, common-rail, turbo, intercooler | L6 24v, inyección directa, common-rail, doble turbo, intercooler | L6 24v, inyección directa, common-rail, doble turbo, intercooler |
| Diámetro x carrera             | 84.0 mm × 90.0 mm                                          | 84.0 mm × 90.0 mm                                          | 80.0 mm × 82.8 mm                                          | 84.0 mm × 90.0 mm                                          | 84.0 mm × 90.0 mm                                          | 84.0 mm × 90.0 mm                                          | 84.0 mm × 90.0 mm                                          | 84.0 mm × 90.0 mm                                                | 84.0 mm × 90.0 mm                                                |
| Cilindrada                     | 1995 cm³                                                   | 1995 cm³                                                   | 2497 cm³                                                   | 2993 cm³                                                   | 2993 cm³                                                   | 2993 cm³                                                   | 2993 cm³                                                   | 2993 cm³                                                         | 2993 cm³                                                         |
| Relación de compresión         | 17.0: 1                                                    | 17.0: 1                                                    | 17.0: 1                                                    | 17.0: 1                                                    | 17.0: 1                                                    | 17.0: 1                                                    | 17.0: 1                                                    | 16.5: 1                                                          | 17.0: 1                                                          |
| Potencia máxima: CV (kW) @ rpm | 163 CV (120 kW) @ 4000                                     | 177 CV (130 kW) @ 4000                                     | 177 CV (130 kW) @ 4000                                     | 197 CV (145 kW) @ 4000                                     | 218 CV (160 kW) @ 4000                                     | 231 CV (170 kW) @ 4000                                     | 235 CV (173 kW) @ 4000                                     | 272 CV (200 kW) @ 4400                                           | 286 CV (210 kW) @ 4400                                           |
| Par máximo: Nm @ rpm           | 340 Nm @ 2000-2750                                         | 350 Nm @ 1750-3000                                         | 400 Nm @ 2000-2750                                         | 400 Nm @ 1300-3250                                         | 500 Nm @ 2000-2750                                         | 500 Nm @ 1750-3000                                         | 500 Nm @ 1750-3000                                         | 560 Nm @ 2000-2250                                               | 580 Nm @ 1750-2250                                               |
| Tracción                       | Trasera                                                    | Trasera                                                    | Trasera                                                    | Trasera / Total (xDrive)                                   | Trasera                                                    | Trasera                                                    | Trasera / Total (xDrive)                                   | Trasera                                                          | Trasera                                                          |
| Transmisión                    | Manual, 6 velocidades / Automática, 6 velocidades          | Manual, 6 velocidades / Automática, 6 velocidades          | Manual, 6 velocidades / Automática, 6 velocidades          | Manual, 6 velocidades / Automática, 6 velocidades          | Manual, 6 velocidades / Automática, 6 velocidades          | Manual, 6 velocidades / Automática, 6 velocidades          | Manual, 6 velocidades / Automática, 6 velocidades          | Automática, 6 velocidades                                        | Automática, 6 velocidades                                        |
| Peso                           | 1510 kg                                                    | 1510 kg                                                    | 1660 kg                                                    | 1580 kg                                                    | 1670 kg                                                    | 1595 kg                                                    | 1590 kg                                                    | 1660 kg                                                          | 1660 kg                                                          |
| Aceleración 0–100 km/h         | 8.7 s                                                      | 8.3 s                                                      | 8.1 s                                                      | 7.6 s                                                      | 7.1 s                                                      | 6.8 s                                                      | 6.7 s                                                      | 6.5 s                                                            | 6.4 s                                                            |
| Velocidad máxima               | 224 km/h                                                   | 231 km/h                                                   | 230 km/h                                                   | 237 km/h                                                   | 245 km/h                                                   | 250 km/h                                                   | 250 km/h (Limitada electrónicamente)                       | 250 km/h (Limitada electrónicamente)                             | 250 km/h (Limitada electrónicamente)                             |
| Consumo combinado (l/100 km)   | 6.0                                                        | 5.2                                                        | 6.9                                                        | 6.3                                                        | 6.9                                                        | 6.8                                                        | 6.5                                                        | 8.0                                                              | 7.2                                                              |

## Transmisiones
Las transmisiones disponibles son:
- Manual ZF S6-37 de 6 velocidades (2004–2010)
- Getrag 217 de 6 velocidades -- Manual GS6-17BG / GS6-17DG (2004–2010)
- Manual ZF S6-53 de 6 velocidades (2004–2010)
- ZF 6HP19 automático de 6 velocidades (2003–2007)
- ZF 6HP26 automático de 6 velocidades (2003–2007)
- ZF 6HP21 automático de 6 velocidades (2007–2010)
- GS6S37BZ SMG-II de 6 velocidades (2003–2010)
- GS6S53BZ SMG-II de 6 velocidades (2003–2010)
- GS7S47BG SMG III de 7 velocidades (modelo M5)

## Modelos especiales

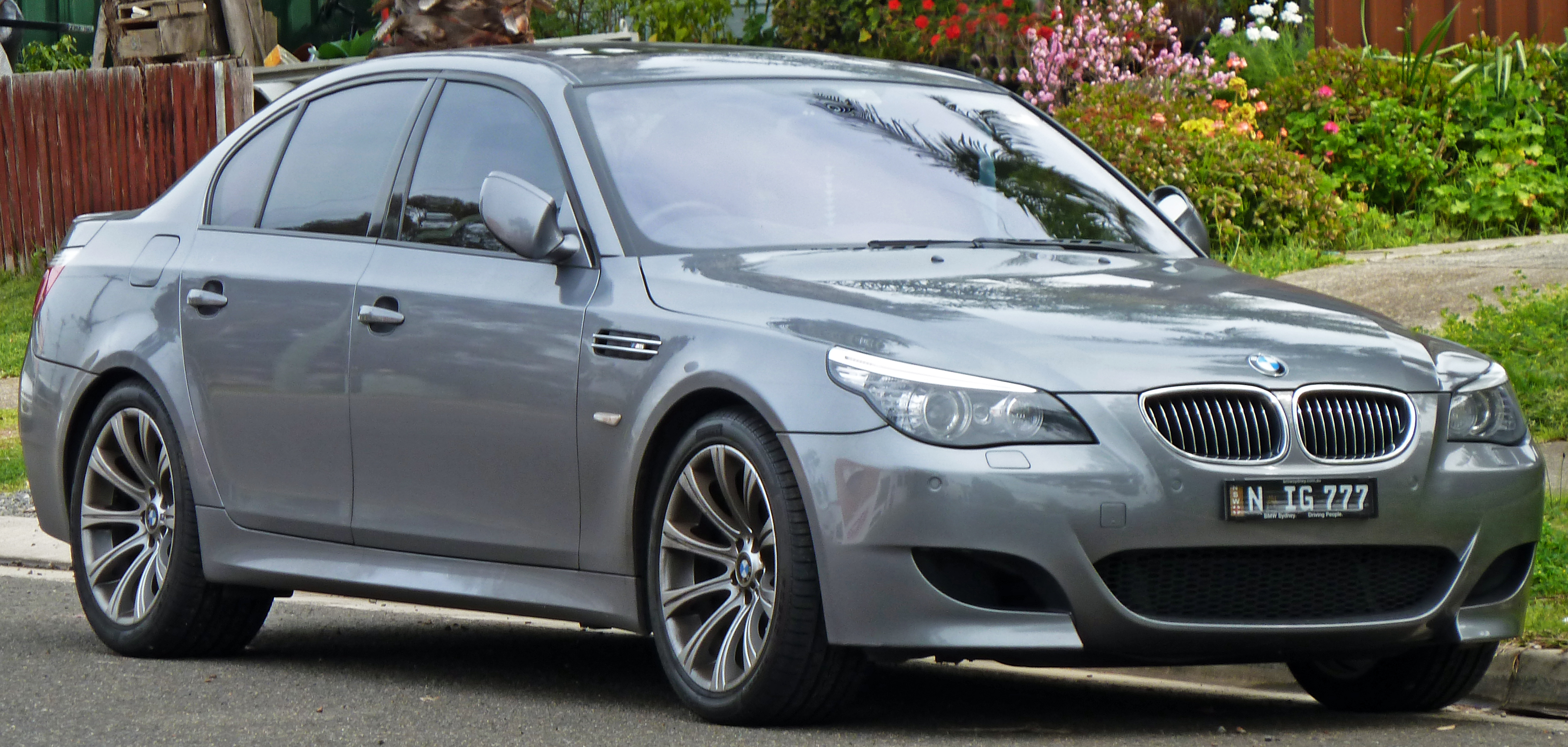
Sedán

El modelo M5 de la generación E60 se introdujo en 2005 y se produjo en estilos de carrocería sedán y vagón. El E60 M5 está propulsado por el motor BMW S85 V10,que produce 373 kW (500 hp) a 7,750 rpm, 520 N⋅m (384 lb⋅ft) a 6,100 rpm y tiene una línea roja de 8,250 rpm. El tiempo de aceleración de 0–100 km/h (0–62 mph) es de 4.7 segundos. 
La mayoría de los M5 se vendieron con una transmisión manual automatizada de 7 velocidades ("SMG III"),sin embargo, una transmisión manual de 6 velocidades también estaba disponible en algunos mercados.
La producción total del M5 fue de 20.548 unidades, repartidas entre 19.523 sedanes y 1.025 vagones.

### Alpina B5
Introducidos en febrero de 2005, el Alpina B5 y el Alpina B5 S fueron construidos en estilos de carrocería sedán y vagón y propulsados por el motor V8 de gasolina BMW N62 de 4.4 L (269 cu in) (como lo usa el 545i) con la adición de un supercargador centrífugo. Las potencias nominales son de 368 kW (493 CV) para el B5y 390 kW (523 CV) para el B5 S. Ambos modelos utilizaron la transmisión automática hidráulica ZF 6HP26 de 6 velocidades compartida con los modelos E60 normales.

### BMW Serie 5 Security
El E60 estaba disponible como modelos 'Security', una versión blindada de fábrica que se dio a conocer en el Salón del Automóvil de Frankfurt de 2005. Construido con acero balístico, aramida, polietileno y vidrio en capas de policarbonato de 21 mm fue certificado a nivel VR4 de las directrices de vehículos resistentes a las balas de VPAM (1999). Las áreas blindadas incluyen toda la celda de pasajeros, los terminales de batería y la unidad de control del motor. De serie incluían un sistema de intercomunicación y alarma de pánico.
Los modelos Security se construyeron utilizando la mecánica del 530i o el 550i, con sistemas de suspensión y frenado mejorados. La producción de los modelos Security comenzó junto con el modelo de serie en la planta de BMW en Dingolfing, con el blindaje preparado antes de ser enviado a una instalación especializada en Toluca, México, donde los vehículos completan la etapa final de ensamblaje.

### Sedán de batalla larga (solo en China)
Una versión de larga distancia entre ejes (LWB) de la serie E60 5 se ofreció en China. Los modelos incluían el 520Li, 523Li, 525Li y 530Li.La distancia entre ejes se incrementó a 3.030 mm (119,3 in) desde la distancia entre ejes original de 2.890 mm (114 in), un aumento de 140 mm (5,5 in).

### BMW Serie 5 Authority Vehicle[editar fuente]
El vehículo de autoridad de la serie 5 está diseñado para fuerzas policiales, servicios de bomberos y servicios de rescate de emergencia. Tiene un soporte de arma de fuego en el reposabrazos central trasero.

## Seguridad
Inicialmente, la Serie 5 recibió una calificación de tres estrellas para ocupantes adultos. Sin embargo, se realizaron cambios en la columna de dirección, el reposapiés, los adornos de las puertas, el pestillo de las puertas, los airbags y el software electrónico y el automóvil se volvió a probar para lograr su calificación de cuatro estrellas. BMW afirma que las modificaciones mejoraron la puntuación EuroNCAP del automóvil, no la seguridad del vehículo; en consecuencia, BMW optó por no retirar los autos construidos anteriormente. 
El Instituto Americano de Seguros de Seguridad en las Carreteras (IIHS) otorga a la Serie 5 una calificación general "Buena" en colisiones frontales, pero una calificación general "Marginal" para colisiones de impacto lateral. El IIHS informó que su prueba de impacto lateral probablemente causaría fracturas de costillas relacionadas con el conductor y/o lesiones en los órganos internos. Las pruebas del IIHS se realizaron en modelos construidos después de mayo de 2007; estos modelos tuvieron modificaciones para mejorar la seguridad de impacto lateral.
| Ocupante adulto:   | 3/5 |
| ------------------ | --- |
| Ocupante infantil: | 4/5 |
| Peatón:            | 1/4 |

| Conductor front.      | 3/5 |
| --------------------- | --- |
| Pasajero del.         | 5/5 |
| Conductor lat.        | 5/5 |
| Pasajero trasero lat. | 5/5 |
| Rollover              | 4/5 |

## Rediseño de 2007
Los modelos 'Life Cycle impulse' (LCI) se introdujeron en septiembre de 2007 (para el modelo 2008). Los cambios de estilo fueron relativamente sutiles, e incluyeron faros revisados, luces traseras y parachoques delantero. El interior fue revisado significativamente. El sistema iDrive se actualizó con botones de acceso directo programables "favoritos" (para los modelos de finales de 2008), un sistema de menú revisado, botones preestablecidos para el sistema de audio y el cambio de DVD a almacenamiento basado en disco duro. 
Mecánicamente, la Serie 5 ganó los nuevos motores y transmisiones del E70 X5. En los modelos de transmisión automática, un cambio por cable reemplazó a la versión mecánica y las levas de cambio estaban disponibles por primera vez en un modelo de la Serie 5 además del M5. 

El control de crucero activo se actualizó para detener completamente el vehículo y acelerar desde parado (llamado "Stop & Go"). Otros cambios incluyen faros adaptativos, luces traseras LED, advertencia de cambio de carril, visión nocturna y pantalla de fuerza de frenado. El E60 LCI fue el primer BMW en contar con frenado regenerativo. 

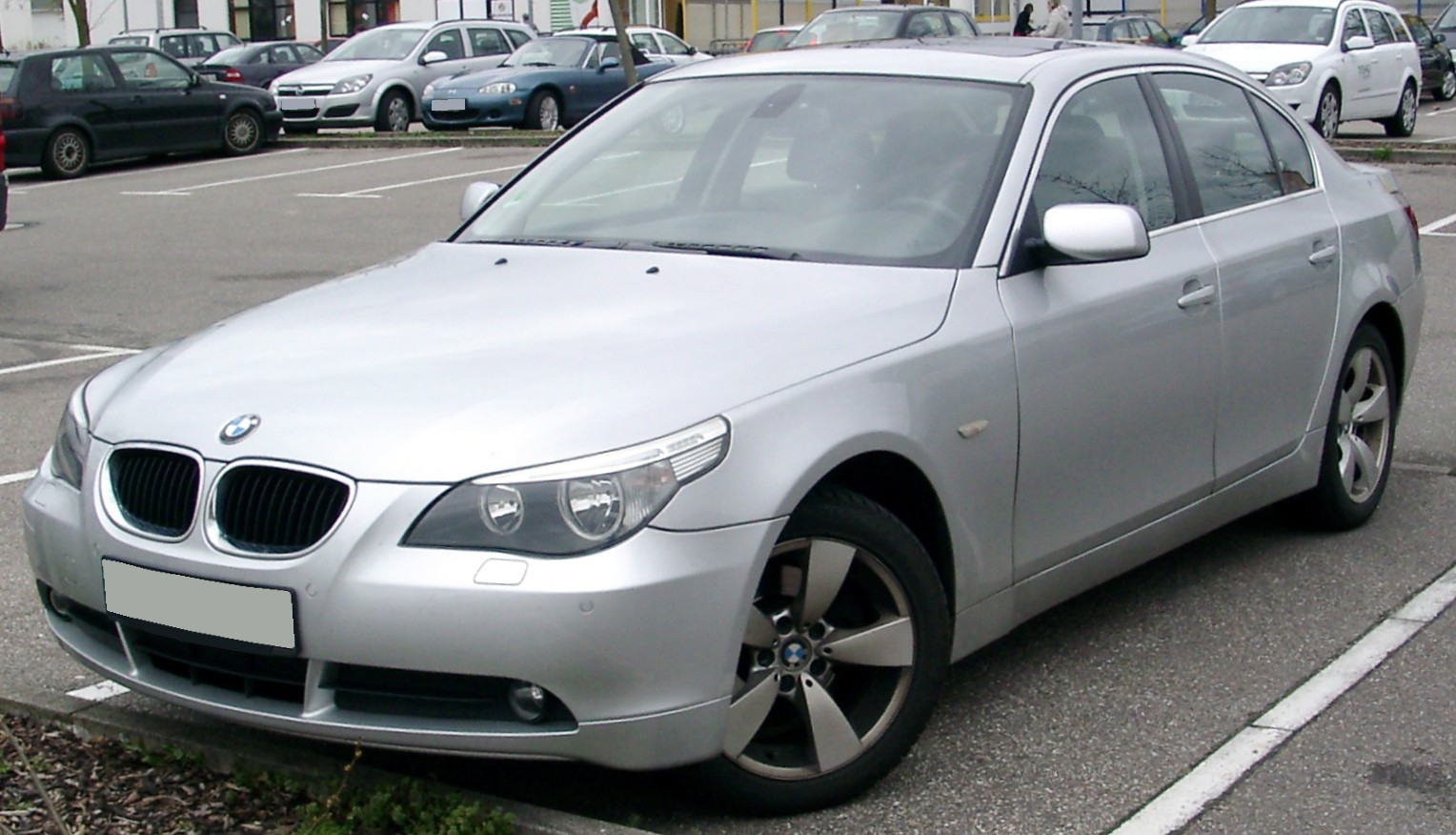
Pre-rediseño, frontal
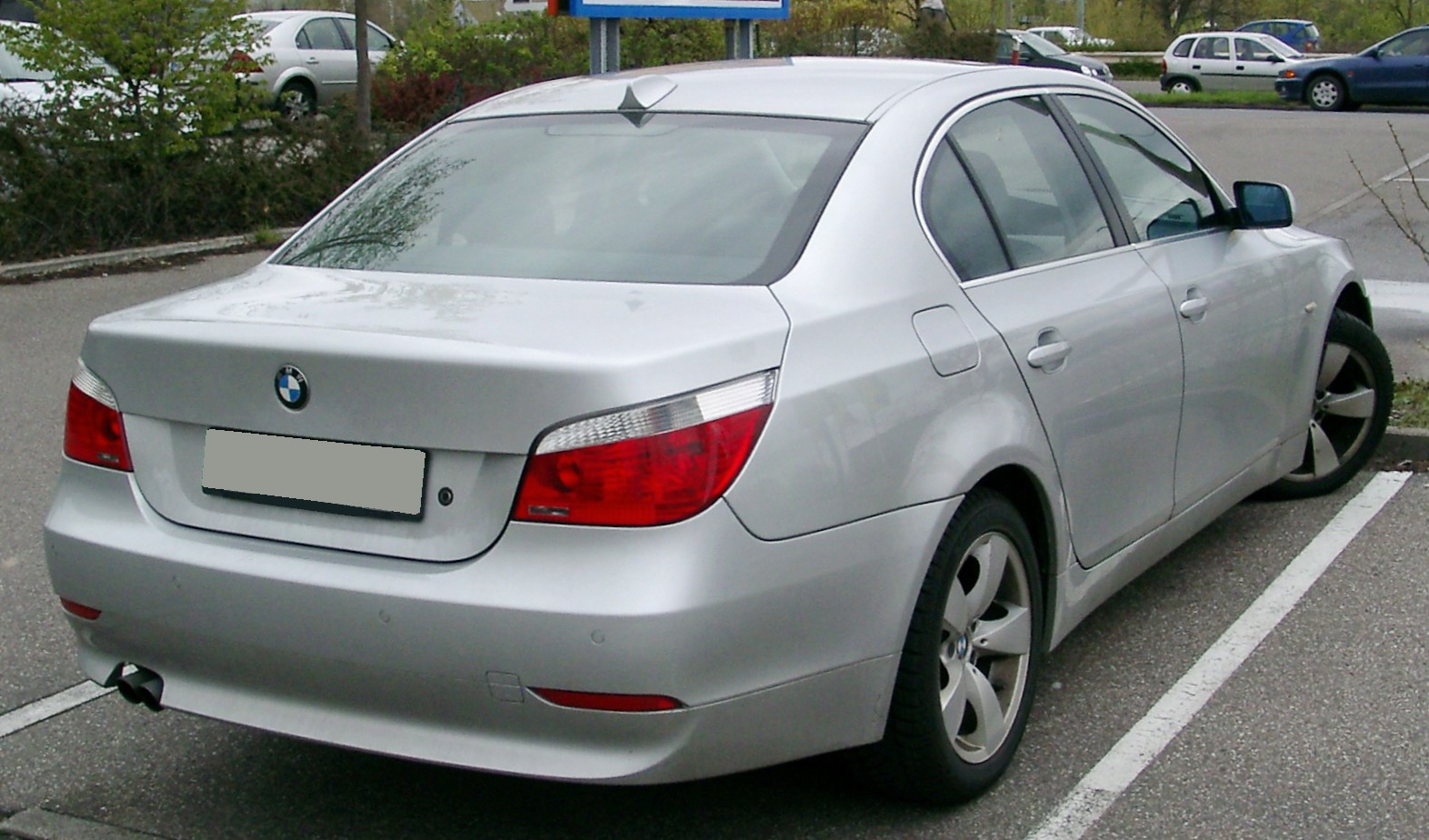
Pre-rediseño, trasero

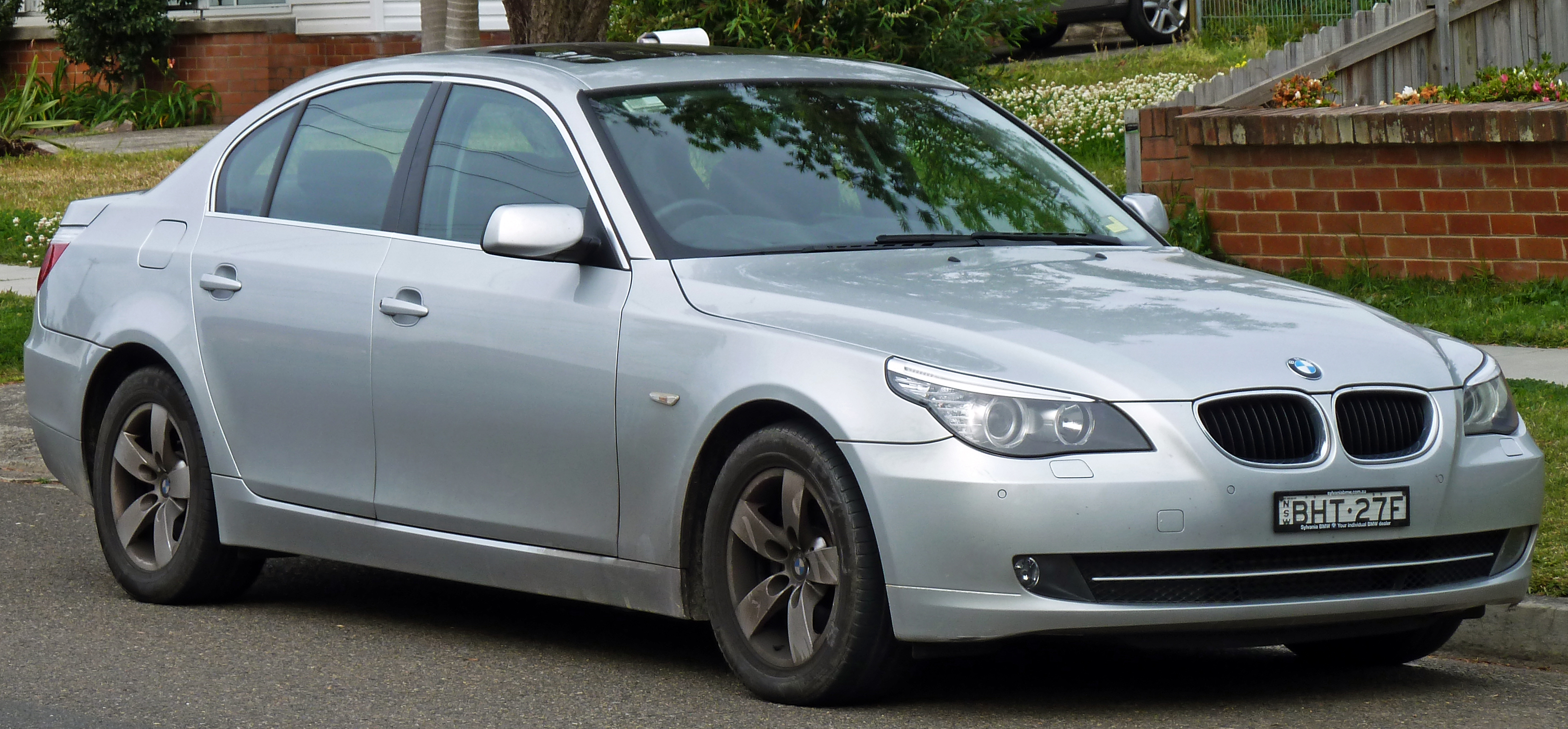
Rediseño, frontal
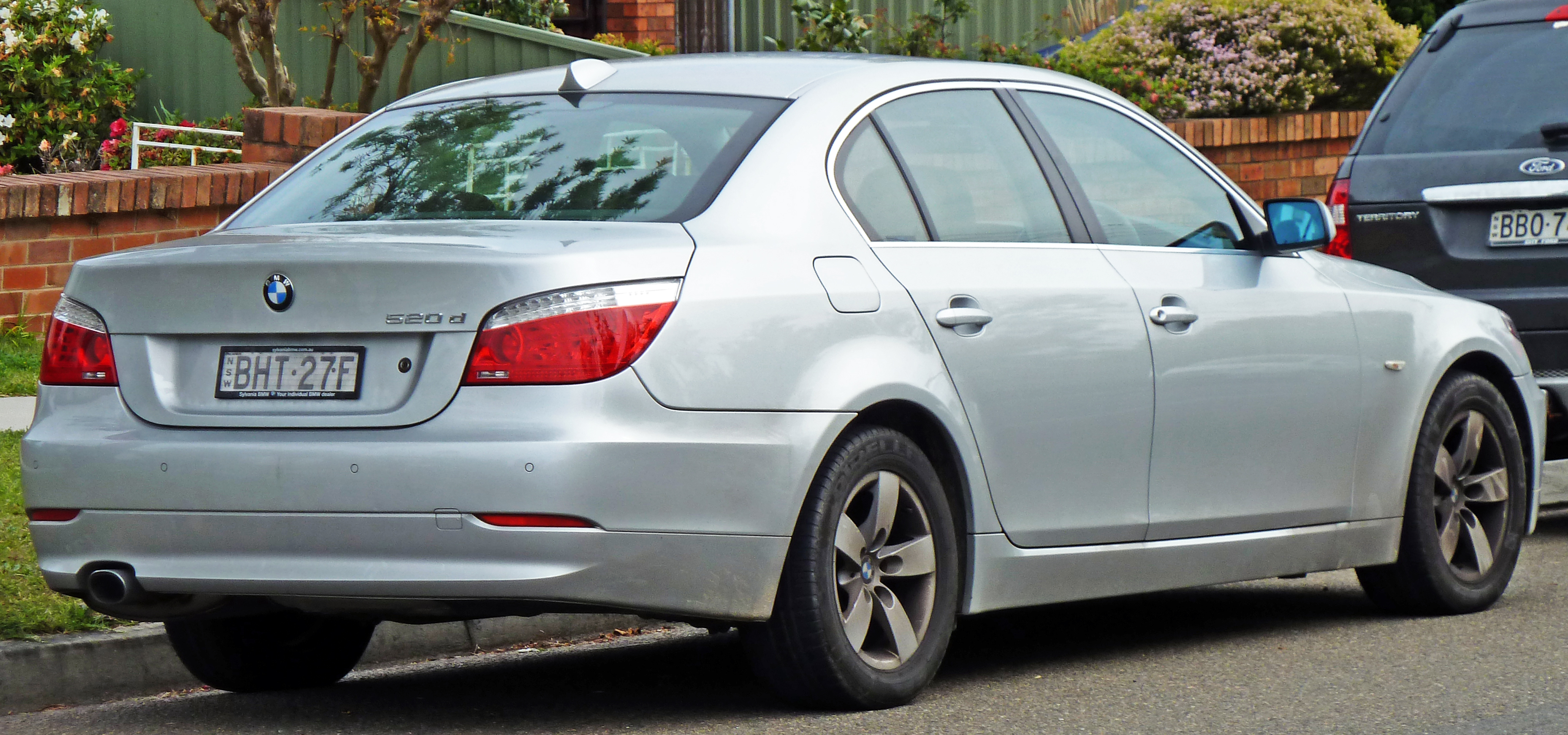
Rediseño, trasero